# Lodovico Mazzotti
Lodovico Mazzotti Biancinelli (Chiari, 21 giugno 1870 – Milano, 26 giugno 1933) è stato un imprenditore italiano.

## Biografia
Figlio di Francesco Mazzotti e Angelica Bellini il cognome Biancinelli verrà aggiunto con regio decreto nel 1880. Il 2 dicembre 1895 sposa la contessa Lucrezia Faglia, ventiduenne vedova del conte Alfredo Fenaroli Avogadro. La famiglia Mazzotti e la famiglia Faglia erano già in buoni rapporti poiché il padre di Lodovico figura nel 1895 come tutore della sorella di Lucrezia, Paolina.
Attraverso il matrimonio, Lodovico diventa amministratore delle importanti proprietà terriere lasciate dal defunto conte Alfredo Fenaroli al figlio Guido Fenaroli e alla moglie Lucrezia, trasferendosi in palazzo Fenaroli a Rudiano.
Dopo aver ottenuto una laurea in giurisprudenza si trasferisce a Milano con la famiglia. Nei primi del Novecento costituisce con G. Ferri una società in nome collettivo con la quale coopera come commissionario di banca in stretto rapporto con la Banca Commerciale Italiana (BCI). Nel 1904 la società viene sciolta, ma i rapporti con la BCI vengono conservati facendo diventare il Mazzotti presidente della Borsa di Milano tra il 1909 e il 1920. Nel 1913 viene nominato cavaliere per aver bonificato dei terreni nel Ferrarese, nel 1928 ottiene anche il titolo di conte del Regno.
Nel primo dopoguerra, diventato proprietario di numerose piantagioni di zucchero, Mazzotti esegue numerose operazioni di alta finanza che lo portarono ad accumulare ingenti somme. Diviene presidente e membro del consiglio d'amministrazione della Banca Popolare di Chiari e vicepresidente e membro del consiglio d'amministrazione del Credito Agrario Bresciano. Dotato di uno straordinario fiuto per gli affari, riesce a riconvertire le già grandi risorse economiche della sua famiglia e della contessa Lucrezia Faglia verso il settore imprenditoriale e industriale, nuovo orizzonte dell'economia bresciana del primo Novecento. 
Oltre a compiere una rapida scalata nell'orbita dell'alta Finanza, Mazzotti è attivo anche nel settore dell'industria elettrica. Inoltre si inserisce nel settore automobilistico: è consigliere d'amministrazione e, dal 1923, presidente dell'Isotta Fraschini costruttore leader nel settore delle auto di lusso e dei motori per automobili.

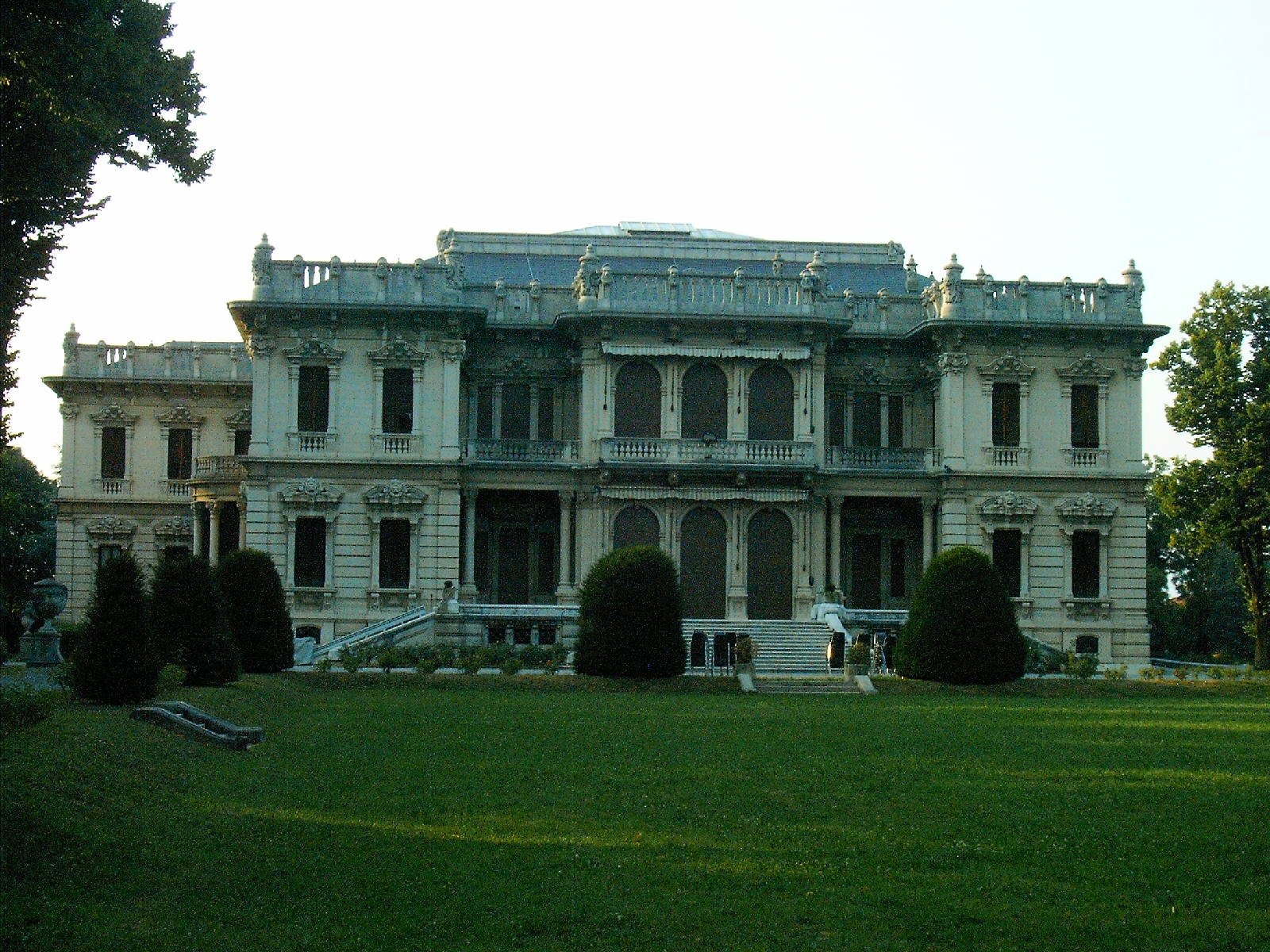
Villa Mazzotti a Chiari.

In quegli anni i Mazzotti hanno residenza a Milano ma anche a Torino, amici degli Agnelli e dei Gualino.

Successivamente al 1930 l'incertezza della situazione economica porterà l'Isotta Fraschini, ormai in crisi finanziaria, ad ricevere l'attenzione della statunitense Ford desiderosa di entrare nel mercato europeo. I disegni della Ford e del Mazzotti però non piacciono a Giovanni Agnelli, che molto aveva da perdere dall'ingresso in Italia di un colosso come quello americano. La FIAT esercita infatti pressioni di ogni tipo su Benito Mussolini per includere l'attività automobilistica nelle «attività interessanti la difesa nazionale» allo scopo d'impedire l'ingresso nel mercato di vetture non costruite interamente in Italia. Il Duce fornisce il suo appoggio e blocca le successive proposte di Mazzotti e della Ford. Il Mazzotti cedette quindi la presidenza dell'Isotta Fraschini al noto senatore Giuseppe Vaccari.
Lodovico Mazzotti muore a Milano il 26 giugno 1933, a 63 anni.
Durante la sua vita non recise mai i suoi rapporti con la sua città natale, Chiari. Infatti dal 1903 al 1933 fu tra i curatori dell'orfanotrofio femminile, dal 1909 al 1917 fu membro del consiglio comunale e dal 1925 al 1933 fu presidente della banca locale. Poco prima di morire donò la sua casa paterna all'asilo materno a cui tanto aveva contribuito in vita. Durante questi anni ebbe una relazione con l'attrice Wanda Osiris, da cui si crede abbia avuto un figlio.
Dal suo matrimonio con la contessa Faglia ebbe tre figli: Franco, nato morto nel 1900, Franco Mazzotti, meglio conosciuto come Kino, e Angelica Mazzotti. Trattò il precedente figlio di lei Guido Fenaroli Avogadro al pari dei suoi figli.
Il paese di Rudiano dedicò a lui una strada.